# Benschop
Benschop est un village situé dans la commune néerlandaise de Lopik, dans la province d'Utrecht. Le 1er janvier 2004, le village comptait 3 530 habitants.

## Histoire
Benschop fut une commune indépendante jusqu'au 1er janvier 1989, date de son rattachement à la commune de Lopik.